# Boa Vista (Curitiba)

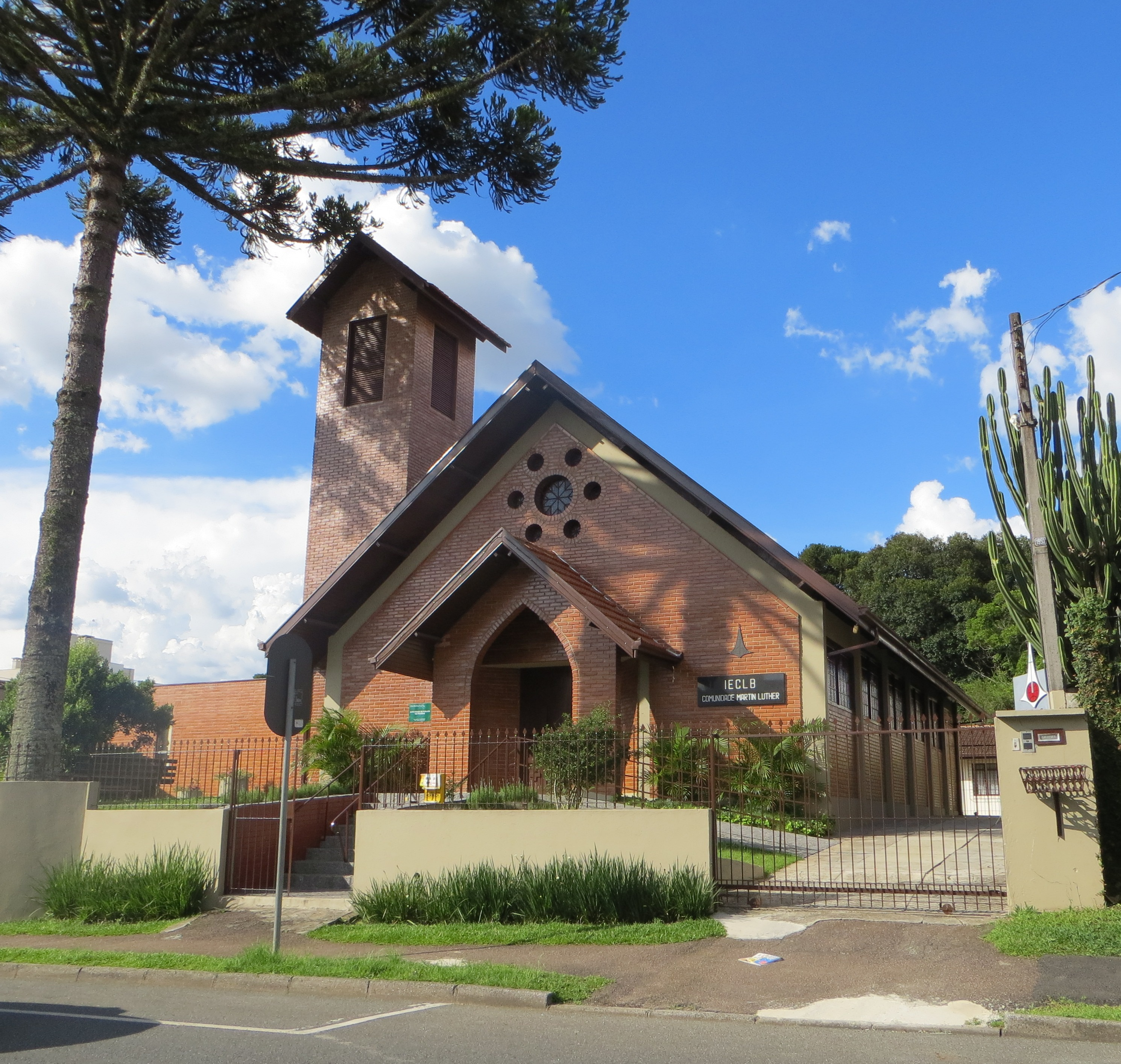
Igreja Evangélica Luterana

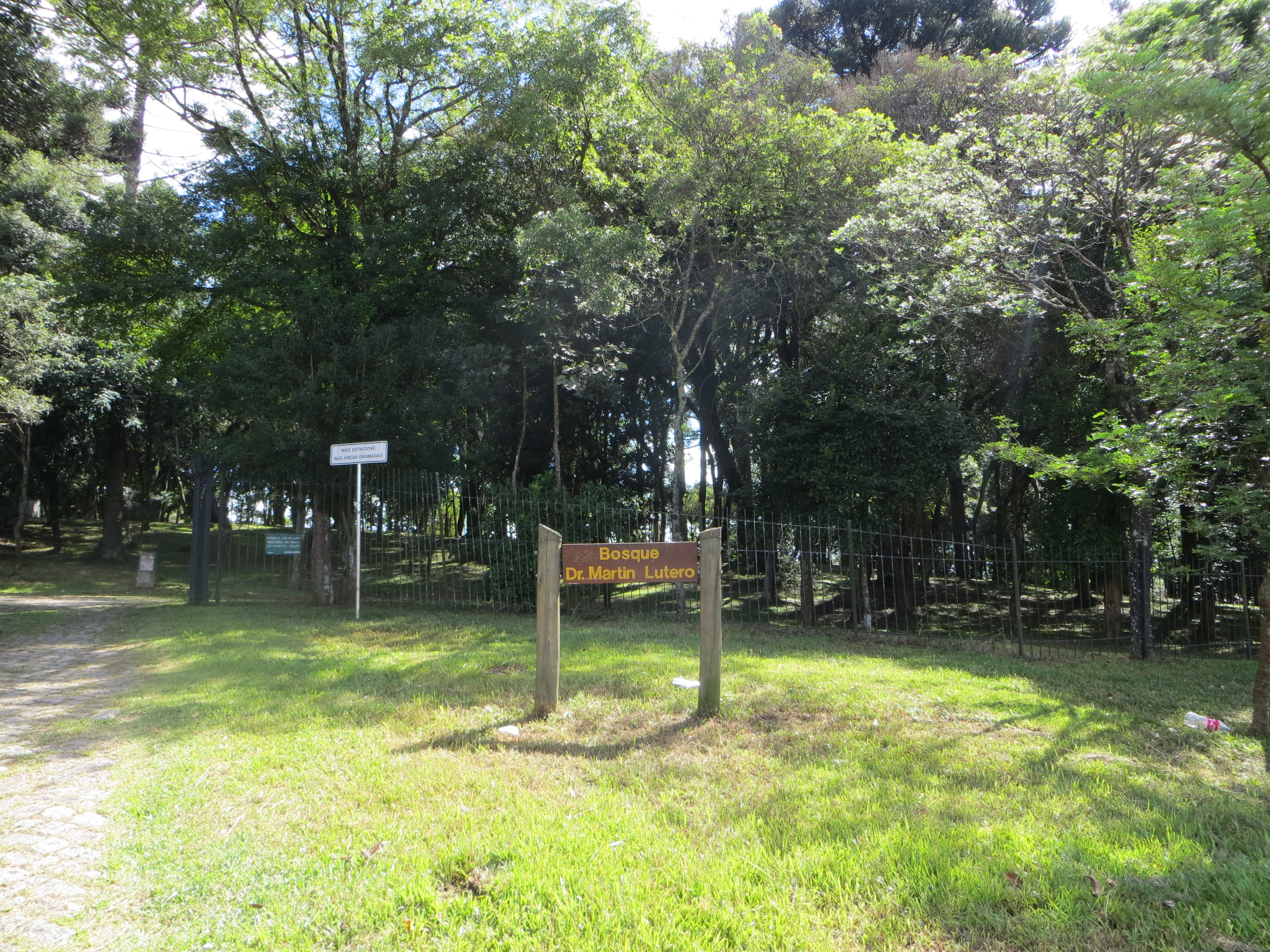
Bosque Martinho Lutero

Boa Vista é um bairro nobre da cidade brasileira de Curitiba, Paraná, localizado na região nordeste da cidade.

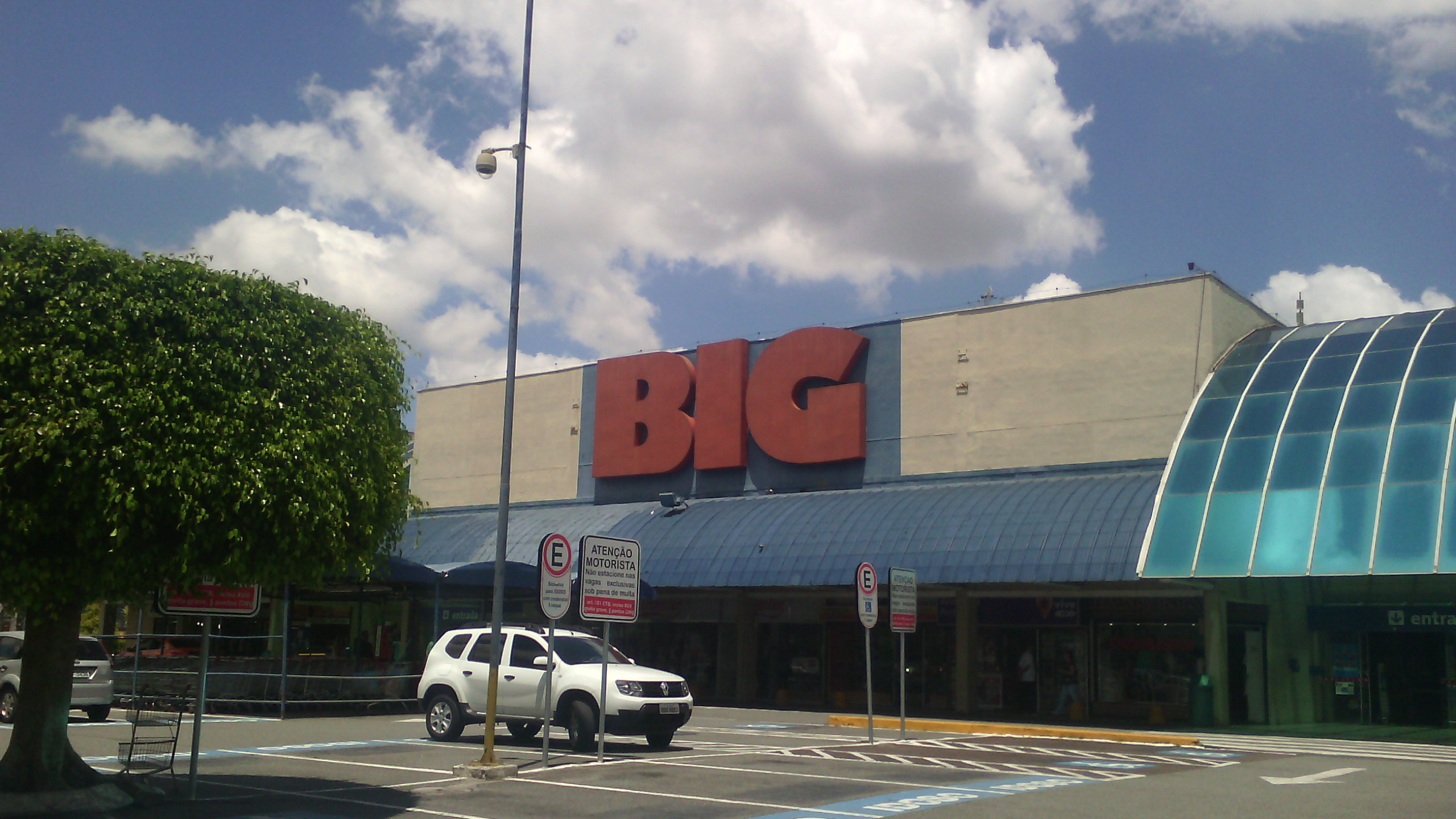
Hipermercado BIG

Por estar em uma posição geográfica privilegiada em que era possível ter uma visão panorâmica da cidade, o bairro recebeu o nome de Boa Vista. O local começou a ser ocupado no final do século XIX por volta de 1890, em que a propriedade da família Silveira foi dividida e vendida, sendo que os compradores das propriedades eram imigrantes que buscavam terras para fazer lavouras. Em 1893 Lodovico Geronazzo adquire áreas no Boa Vista. Nessa época a região se transformou em chácaras permanecendo por várias décadas e apresentando uma paisagem típica de um ambiente rural. Inicialmente essa região foi utilizada para o cultivo da erva-mate, sendo que posteriormente a área passou a ser destinada ao plantio de cereais e a criação de gado, formando grandes campos de pecuária. Também durante anos a venda do leite e de lenha foram uma das principais atividades econômicas da região. Foi a partir de 1960 que ocorreu a divisão das chácaras e a implantação de loteamentos, sendo que desde então o bairro passou por uma crescente urbanização. A partir da década de 1980 foram criados diversos condomínios habitacionais pela  COHAB Curitiba como os Conjuntos Abaeté 1, 2, 3, 4, 5, 6, 7 e 8.  Atualmente em 2024, há diversos supermercados e hipermercados na região e um comércio desenvolvido e consolidado. No que se refere ao transporte diversas linhas de ônibus da Rede Integrada de Transporte atendem o bairro ligando aos terminais e ao Centro. Na área de educação, na rede particular encontra-se o Colégio Positivo Boa Vista e  Colégio Adventista Boa Vista, além dos Colégios Estaduais Angêlo Gusso, Papa João Paulo I e Emilino de Leão.